# Kanton Toulon-8
Kanton Toulon-8 is een voormalig kanton van het Franse departement Var. Kanton Toulon-8 maakte deel uit van het arrondissement Toulon en telde 25.111 inwoners (1999). Het werd opgeheven bij decreet van 27 februari 2014, met uitwerking op 22 maart 2015.

## Gemeenten
Het kanton Toulon-8 omvatte enkle een deel van de gemeente Toulon.